# Aurelio Drago
Aurelio Drago (Naso, 21 gennaio 1873 – Palermo, 27 luglio 1955) è stato un ingegnere e politico italiano.
Consigliere comunale e provinciale a Palermo ha fatto parte delle commissioni delle acque potabili presso il Ministero delle corporazioni e reale delle irrigazioni, del consiglio superiore delle acque e foreste, della Società siciliana delle irrigazioni e dell'azienda per l'acquedotto di Palermo.
Fece parte della Massoneria.
Decaduto dalla carica di senatore con sentenza dell'Alta Corte di Giustizia per le Sanzioni contro il Fascismo del 22 marzo 1945.